# Коломыйский завод сельскохозяйственных машин
Коломыйский завод сельскохозяйственных машин (укр. Коломийський завод сільськогосподарських машин) — промышленное предприятие в городе Коломыя Ивано-Франковской области.

## История

### 1869 - 1939
В 1869 году в Коломые была открыта механическая мастерская, которая выпускала сельскохозяйственный инвентарь, телеги, ручные соломорезки, чугунные кухонные плиты и иные металлоизделия.
После начала Первой мировой войны в мастерских освоили выпуск колючей проволоки и иной продукции военного назначения. После распада Австро-Венгрии с мая 1919 года до сентября 1939 года Коломыя находилась в составе Польши.

### 1939 - 1991
В 1939 году предприятие было национализировано, после начала Великой Отечественной войны остановило деятельность, в соответствии с четвёртым пятилетним планом восстановления и развития народного хозяйства СССР было восстановлено.
В 1948 году предприятие освоило производство измельчителей кормов для колхозных животноводческих ферм.
В 1957 году на заводе стали разрабатывать первую погрузочно-разгрузочную машину с гидравлическим приводом, в 1958 году были выпущены первые 218 грейферных погрузчиков ПГ-0,5.
В 1963 году в соответствии с межправительственным соглашением СССР и Республики Куба специализированным конструкторским бюро грейферных погрузчиков завода был разработан специальный грейферный погрузчик для автоматизации процесса погрузки и разгрузки сахарного тростника ПГ-0,5СТ грузоподъёмностью 0,5 тонны, выпуск которых завод освоил в 1963 - 1964 гг. (производство ПГ-0,5СТ для Кубы продолжалось с 1964 до 1988 года). Только в период до октября 1984 года завод произвёл для Кубы 15 тысяч погрузчиков, оказавших значительную помощь в развитии сахарной промышленности страны.
Кроме того, в первой половине 1960-х годов завод разработал универсальный погрузчик-экскаватор ПЭ-0,8, который в 1966 году был представлен на международной выставке «Современные сельскохозяйственные машины и оборудование» в Москве и в дальнейшем внедрен в производство.
В 1969 году за значительный вклад в развитие народного хозяйства страны завод был награждён орденом «Знак Почёта».
После создания осенью 1973 года министерства машиностроения для животноводства и кормопроизводства СССР 4 декабря 1973 года завод был передан в ведение министерства.
В 1982 году на заводе были введены в строй дополнительные производственные мощности, и в 1983 году завод освоил выпуск автономных погрузчиков ПЭА-1,0 и ПЭА-1А.
В советское время завод входил в число ведущих предприятий города и являлся крупнейшим производителем грейферных погрузчиков в СССР.

### После 1991
После провозглашения независимости Украины государственное предприятие было преобразовано в открытое акционерное общество.
В августе 1997 года завод был включён в перечень предприятий, имеющих стратегическое значение для экономики и безопасности Украины.
18 января 2000 года Кабинет министров Украины разрешил продажу акций завода (за исключением закреплённого в государственной собственности контрольного пакета акций).
В 2001 году два заводских цеха общей площадью 20 тыс. м² и остаточной стоимостью почти 4 млн. гривен были проданы за 221 тыс. гривен фирме ООО "Глория" (в дальнейшем, эти цеха перешли в собственность "Карпатынефтегаз").
В 2003 году по иску Коломыйского водоканала против завода было возбуждено дело о банкротстве, в этом же году на предприятии была введена процедура санации.
В сентябре 2004 года Кабинет министров Украины передал контрольный пакет акций (в размере 25% + 1 акция) предприятия в уставный фонд лизинговой компании "Украгромашинвест". В апреле 2006 года было установлено, что часть акций была с нарушениями закона выведена из уставного фонда "Украгромашинвест" и передана Подольской фондовой компании.
Начавшийся в 2008 году экономический кризис осложнил положение предприятия, весной 2009 года на Прикарпатской региональной товарной бирже были реализованы ещё 5,2 тыс. м² площадей завода.
1 сентября 2009 года Фонд государственного имущества Украины объявил конкурс по продаже 93,46% акций ОАО "Коломыйский завод сельскохозяйственных машин" за 121 056 тыс. гривен, который не состоялся из-за отсутствия заявок. В начале 2010 года ФГИУ объявил повторный конкурс по продаже 93,46% акций ОАО "Коломыйский завод сельскохозяйственных машин" за 84 740 тыс. гривен, но продажа вновь не состоялась в связи с отсутствием заявок.
Во втором полугодии 2010 года рассматривалась возможность организации на предприятии производства коммунальных машин (мусоровозов и подметально-уборочных машин) совместно с Мценским заводом коммунального машиностроения, но этот проект остался нереализованным.
20 января 2011 года окружной административный суд Киева удовлетворил иск Генеральной прокуратуры Украины и признал противоправным постановление № 530 от 17 апреля 2009 года правительства Юлии Тимошенко, в соответствии с которым была разрешена продажа 201 предприятия - в том числе, имевших стратегическое значение для экономики страны (одним из предназначенных к продаже предприятий являлся КЗСМ).
В конце января 2011 года завод (прекративший производственную деятельность и не функционировавший с 2009 года) возобновил работу, восстановив выпуск погрузчиков и металлических конструкций.
После начала боевых действий на востоке Украины, в феврале 2015 года областная администрация Ивано-Франковской области обратилась к министерству обороны с просьбой задействовать производственные мощности местных предприятий (в том числе, Коломыйского завода сельхозмашин) в производстве продукции военного назначения и ремонте техники вооружённых сил Украины. Также было объявлено о намерении разместить на незадействованных производственных площадях предприятий Ивано-Франковской области 20 предприятий из Луганской области.